# جائزة كندا الكبرى 1973
جائزة كندا الكبرى 1973 هو سباق فورمولا 1 أقيم بتاريخ 23 سبتمبر 1973 في أونتاريو، كندا. كان الرابع عشر من أصل 15 في بطولة العالم لسباقات الفورمولا واحد موسم 1973. حلّ الأمريكي بيتر ريفسون أولا بينما جاء البرازيلي إيمرسون فيتيبالدي في المركز الثاني وحصل على المركز الثالث البريطاني جاكي أوليفر.